# Fedor (Vorname)
Fedor ist eine russische Form des männlichen Vornamens Theodor.

## Namensträger
- Fedor Altherr (1896–1980), Schweizer Architekt
- Fedor Beelitz (1813–1847), preußischer Verwaltungsbeamter
- Fedor von Bock (1880–1945), deutscher Heeresoffizier
- Carl Fedor von Bose (1856–1919), deutscher kaiserlicher Regierungsrat
- Fedor von Brodowski (1841–1923), preußischer General der Infanterie
- Alfons Fedor Cohn (1878–1933), deutscher Schriftsteller und Herausgeber
- Fedor Flinzer (1832–1911), deutscher Autor, Pädagoge und Illustrator
- Fedor von Goldammer (1809–1862), Bürgermeister in Grevenbroich und später in Odenkirchen
- Fedor Haenisch (1874–1952), deutscher Röntgenologe und Hochschullehrer
- Fedor den Hertog (1946–2011), niederländischer Radrennfahrer
- Fedor Holz (* 1993), deutscher Pokerspieler und Unternehmer
- Fedor Jagor (1816–1900), deutscher Forschungsreisender und Ethnograph
- Fedor von Kleist (1812–1871), preußischer Generalmajor
- Fedor Krause (1857–1937), deutscher Neurochirurg
- Fedor Mamroth (1851–1907), deutscher Redakteur (FAZ)
- Fedor Mesinger (* 1933), jugoslawischer bzw. serbischer Meteorologe
- Fedor Radmann (* 1944), deutscher Sportfunktionär
- Fedor von Rauch (1822–1892), Oberstallmeister der Deutschen Kaiser, Wirklicher Geheimer Rat, Vizepräsident des Union-Klubs
- Fedor Rosentreter (1842–1919), preußischer Generalmajor
- Fedor Schoen (1863–1946), deutscher Unternehmer
- Fedor Schuchardt (1848–1913), deutscher Psychiater
- Fedor Sommer (1864–1930), deutscher Schriftsteller
- Fedor Spangenberg (1816–1888), deutscher Jurist und Instanzrichter
- Fedor von Spiegel (1845–nach 1907), deutscher Rittergutsbesitzer und Politiker, MdR
- Fedor Stepun (1884–1965), russischer Literat, Soziologe, Philosoph und Politiker
- Fedor Strahl (1926–2009), deutscher Unternehmer und Naturschützer
- Fedor Weinschenck (1916–1942), polnischer Skirennläufer
- Fedor von Wuthenau (1859–1917), deutscher Rittergutsbesitzer und Hofbeamter
- Fedor von Zobeltitz (1857–1934), deutscher Schriftsteller und Journalist